# Anne Acheson
Anne Crawford Acheson (Portadown, Comtat d'Armagh, 5 d'agost del 1882- Lagan Valley Hospital, Lisburn, 13 de març del 1962) va ser una escultora irlandesa. Va rebre la seva formació en el Victoria College de Belfast, l'Escola d'Art de Belfast i el Royal College of Art de Londres. Va ser alumna d'escultura de Edouard Lanteri i va exposar en la Royal Academy of Arts i internacionalment. Va ser premiada amb l'Orde de l'Imperi Britànic el 1919. Va viure a Londres i Glenavy, Comtat de Antrim, Irlanda del Nord.